# ميخائيل مورغان (لاعب كريكت)
ميخائيل مورغان (30 سبتمبر 1952 في المملكة المتحدة - ) (بالإنجليزية: Michael Morgan)‏ هو لاعب كريكت بريطاني. لعب مع نادي مقاطعة بيدفوردشير للكريكت ‏.

## وصلات خارجية
- ميخائيل مورغان على موقع إي آس بي آن كريك إنفو (الإنجليزية)